# Fronte Democratico Unito (Malawi)
Il Fronte Democratico Unito (in inglese: United Democratic Front - UDF) è un partito politico malawiano di orientamento liberale fondato nel 1993.

## Risultati elettorali
| Elezione          | Voti      | %     | Seggi    |
| ----------------- | --------- | ----- | -------- |
| Parlamentari 1994 | 1.375.878 | 46,53 | 85 / 177 |
| Parlamentari 1999 | 2.124.999 | 47,32 | 93 / 193 |
| Parlamentari 2004 | 801.200   | 25,3  | 49 / 193 |
| Parlamentari 2009 | 562.025   | 12,9  | 17 / 193 |
| Parlamentari 2014 | 496.765   | 9,6   | 14 / 193 |
| Parlamentari 2019 |           |       | 10 / 193 |

| Elezione           | Candidato          | Voti             | %                | Esito            |
| ------------------ | ------------------ | ---------------- | ---------------- | ---------------- |
| Presidenziali 1994 | Bakili Muluzi      | 1.404.754        | 47,15            | Eletto           |
| Presidenziali 1999 | Bakili Muluzi      | 2.442.685        | 45,21            | Eletto           |
| Presidenziali 2004 | Bingu wa Mutharika | 1.195.586        | 36,0             | Eletto           |
| Presidenziali 2009 | Non presentatosi   | Non presentatosi | Non presentatosi | Non presentatosi |
| Presidenziali 2014 | Atupele Muluzi     | 717.224          | 13,7             | Non eletto       |
| Presidenziali 2019 | Atupele Muluzi     | 235.164          | 4,67             | Non eletto       |